# Pseudosmittia albipennis
Pseudosmittia albipennis är en tvåvingeart som först beskrevs av Maurice Emile Marie Goetghebuer 1921.  Pseudosmittia albipennis ingår i släktet Pseudosmittia, och familjen fjädermyggor. Arten har ej påträffats i Sverige.